# Nádraží Holešovice
Nádraží Holešovice – stacja linii C metra praskiego, położona pod dworcem kolejowym Praha-Holešovice.
Oddana została 3 listopada 1984 roku pod nazwą Fučíkova (na cześć pisarza Juliusa Fučíka), którą nosiła do 22 lutego 1990. W latach 1984–2004 pełniła funkcję stacji końcowej linii, do czasu otwarcia pierwszej części odcinka IV.C.